# 魏嘉男事件
魏嘉男事件是指發生在1996年1月16日，中華民國義務役陸軍二兵魏嘉男，於海岸巡防司令部第二指揮部服役期間死亡的案件。是台灣軍中人權事件。

## 事件經過
魏嘉男建國中學畢業、國立政治大學英文學士，在中華民國海岸巡防司令部第二指揮部222中隊汛塘分隊（今新北市八里區下罟尾）擔任哨兵。
1996年1月16日上午七點半，魏嘉男獨自站哨時，被人發現左胸中彈，軍方隨即將魏送往淡水馬偕紀念醫院急救，魏的親屬則於當天上午九時許趕到淡水馬偕紀念醫院。魏嘉男在到院時仍然神智清醒、尚能言語，正接受輸血和抽痰，但軍醫不讓家屬靠近與魏交談，而且軍方向魏的親屬表示，淡水馬偕紀念醫院沒有手術房可動手術。當天中午十二時許，軍方才建議魏家轉診至台北市三軍總醫院救治。魏的親屬於協商後簽下同意書，然而魏嘉男送到台北市三軍總醫院後，於當天下午一時許死亡。

## 驗屍報告
軍事檢察官和軍法醫驗屍時表明，魏嘉男是左胸中彈，子彈貫穿，差點打斷大動脈，因失血過多而死。不過，魏的家屬認為魏嘉男並無自殺動機，且又曾於1995年11月在部隊遭受不當管教，疑點甚多，於是商請刑事局法醫楊日松博士前往解剖驗屍，查明死因，釐清疑點。

## 疑點
魏家人發現，魏嘉男前胸遺留的彈孔比新臺幣拾圓硬幣略大，但後背彈孔卻只有一個小洞，懷疑子彈並非從前方射入，而是遭人自背後襲擊；對此，軍事系統的法醫研判，魏前胸彈孔大、後背彈孔小，乃與六五式步槍「近距離由前往後」發射的貫穿情況相符，判定是自殺。而魏家人商請的法醫楊日松1月25日解剖驗屍後證實，子彈是由前方射入，從後背射出，骨折及瘀血均是槍傷所造成，魏嘉男所中的槍傷並非要害，即使再中幾槍尚不致危及性命，但為何醫院未能緊急救治，造成其失血過多死亡，乃是全案癥結，楊日松並不排除是他殺或意外死亡。
另外，魏嘉男的叔叔表示，他們在軍方帶領下勘查槍擊現場，發現崗哨內血跡不多，但是魏嘉男中槍後卻血流如注，兩者情形不符，懷疑崗哨並非案發的第一現場。魏家要求軍方出示應該遺留在現場的彈殼，和貫穿魏胸部的那枚彈頭，但軍方表示現場找不到彈殼，彈頭「打到海裡了」。最後，魏的遺物歸還家屬時，個人用品已被軍方清理過，打包放置，且軍方拒絕拿魏的軍中日誌給魏家人看。
軍事檢察官製作筆錄後，魏家不同意軍方提出的「自殺」說法，拒絕簽名，然而魏家人表示，當時軍方語帶恐嚇地告知他們，若不簽名，魏就不能下葬，不能入土為安。